# فوجی-کیو هایلند
فوجی-کیو هایلند (به ژاپنی: 富士急ハイランド, Fujikyū Hairando)، یک پارک تفریحی (شهربازی) در فوجی‌یوشیدا، یاماناشی، استان یاماناشی، ژاپن، متعلق به و اداره‌کننده آن با نام همنام فوجی کیوکو است که در ۲ مارس ۱۹۶۸ افتتاح شد.